# Sarroca de Bellera
Sarroca de Bellera är en kommun i Spanien.   Den ligger i provinsen Província de Lleida och regionen Katalonien, i den nordöstra delen av landet, 400 km nordost om huvudstaden Madrid. Antalet invånare är 129. Arean är 88 kvadratkilometer. Sarroca de Bellera gränsar till El Pont de Suert, La Vall de Boí, La Torre de Cabdella och Senterada. 
Terrängen i Sarroca de Bellera är kuperad åt sydväst, men åt nordost är den bergig.
Sarroca de Bellera delas in i:
- Manyanet